# Drimia filifolia
Drimia filifolia är en sparrisväxtart som först beskrevs av Jean Louis Marie Poiret, och fick sitt nu gällande namn av John Charles Manning och Peter Goldblatt. Drimia filifolia ingår i släktet Drimia och familjen sparrisväxter. Inga underarter finns listade i Catalogue of Life.